# Prudnice
Prudnice – wieś w Chorwacji, w żupanii zagrzebskiej, w gminie Brdovec. W 2011 roku liczyła 688 mieszkańców.